# Etica della scienza pura
L'etica della scienza pura è quella branca dell'etica della scienza che ha quale obiettivo la codificazione dei presupposti etici della ricerca scientifica. 
Si distingue dall'etica della scienza applicata o dall'etica della tecnica (es. bioetica), perché – a differenza di queste – non si interessa tanto delle questioni inerenti alle applicazioni del sapere scientifico, quanto dei princìpi, delle norme e dei valori che stanno a monte della ricerca. Con la stessa locuzione si indica l'insieme dei princìpi, delle norme e dei valori etici che de facto regola il comportamento degli scienziati puri. L'etica della scienza pura, non diversamente dagli altri settori dell'etica, può essere infatti prescrittiva o descrittiva. Nel corso della storia, numerosi filosofi e scienziati hanno sostenuto e argomentato che la ricerca disinteressata della verità scientifica deve essere vista come un valore etico. 
Nel dialogo platonico Eutidemo, Socrate esprime molto chiaramente questo concetto, affermando che "la sapienza è un bene, mentre l'ignoranza è un male". 
Studi pionieristici tesi a descrivere, piuttosto che a prescrivere, l'etica della scienza pura sono stati effettuati dal sociologo statunitense Robert K. Merton, nel periodo tra le due guerre mondiali. A suo avviso, l'ethos che regola il comportamento degli scienziati si compone di quattro norme fondamentali: 
- il disinteresse, ovvero l'imperativo di cercare la verità al di là dei benefici materiali e personali che ne possono derivare;[1]
- il comunismo epistemico o comunitarismo, ovvero l'imperativo di mettere in comune le proprie conoscenze senza chiedere nulla in cambio;[2]
- lo scetticismo organizzato, ovvero l'imperativo di dubitare di ogni affermazione non supportata da prove empiriche o razionali;[3]
- l'universalismo, ovvero l'imperativo di non discriminare i produttori di un'idea scientifica sulla base delle loro caratteristiche personali (età, sesso, razza, nazionalità, ecc.).[4]

Riflessioni in merito ad esempio si sono avute nel Novecento con la scoperta dell'energia nucleare fino all'applicazione militare con le armi nucleari e poi successivamente con le tecniche di manipolazione genetica (ingegneria genetica) applicate all'uomo (es. clonazione), al mondo animale e vegetale (OGM) fino all'intelligenza artificiale, a volte legate anche alle riflessioni intorno al concetto di progresso della società.